# Дидрихсен, Дидрик Фердинанд
Дидрик Фердинанд Дидрихсен (дат. Didrik Ferdinand Didrichsen, 3 июня 1814 — 20 марта 1887) — датский ботаник и врач. 

## Биография
Дидрик Фердинанд Дидрихсен родился в Копенгагене 3 июня 1814 года.
В 1845—1847 годах он участвовал в первой экспедиции «Galathea». В 1856 году Дидрихсен стал сотрудником Ботанического сада Копенгагена, в 1858 году — доцентом кафедры ботаники. В 1875 году он стал (в качестве преемника Андерса Сандо Эрстеда) профессором ботаники в Копенгагенском университете.
Дидрик Фердинанд Дидрихсен умер 20 марта 1887 года.

## Научная деятельность
Дидрик Фердинанд Дидрихсен специализировался на семенных растениях.